# Masacre de Cayara
La masacre de Cayara fue el asesinato de alrededor de 40 campesinos en el distrito de Cayara, Ayacucho entre el 14 de mayo de 1988 y el 8 de septiembre de 1989, durante el primer gobierno de Alan García.

## Antecedentes

### Contexto del lugar
Cayara, según reporta la Comisión de la Verdad y Reconciliación. era parte de las "zonas liberadas" que conformaban la República Popular de Nueva Democracia. Las autoridades locales habían sido destituidas y los pobladores habían sido puestos bajo el gobierno de un "comité popular" adscrito al Comité Regional Principal de Sendero Luminoso. En 1983 se iniciaron las primeras incursiones de las fuerzas armadas (los militares les ofrecieron organizarse en rondas, pero los pobladores se negaron debido al accionar previo de los senderistas contra los que se le oponían). Sendero Luminoso había dividido la parte central del departamento de Ayacucho en tres sub-zonas, estando Cayara ubicada en la tercera sub-zona. Para Sendero Luminoso, era importante tener el control de las localidades de San Pedro de Hualla, Huancapi, Cayara y Canaria a través de las cuales pretendía arrasar "las mesnadas" (comunidades que se oponían a su control y en donde se habían instalado los Comités de Defensa Civil). Los pobladores de Cayara, según reportes, fueron denunciados en diversas oportunidades por participar en atentados y asesinatos como parte de las columnas de Sendero Luminoso. Además, El Diario, vocero senderista, manifestó que "Cayara resistió desde 1983 la intención de Ejército de instalar una base militar [en el lugar]".

### Emboscada de Cayara
El 13 de mayo de 1988 a las 22:30 dos vehículos del Ejército peruano fueron emboscados por más de un centenar de miembros de Sendero Luminoso (entre hombres, mujeres y niños) en Erusco, distrito de Cayara, cuando se dirigían a la base militar ubicada en Huancapi luego de realizar algunas acciones en la Base Contrasubversiva de Huancasanccos. La emboscada había sido planeada por los senderistas con anticipación. El ataque senderista inició tras dinamitar el segundo vehículo del convoy. Durante la emboscada, los atacantes daban vivas a la "guerra popular", a Abimael Guzmán y decían "perros miserables, solo queremos los FALES, dejen su armamento y váyanse". El resultado del ataque fue 4 efectivos militares muertos y 15 heridos. Una de las víctimas, el capitán José Arbulú Sime, era amigo de Santiago Martín Rivas, quien a futuro sería el líder del Grupo Colina. Arbulú, herido, fue golpeado por los senderistas y luego acribillado. Los senderistas se llevaron 10 fusiles FAL y una ametralladora HK. También se reportó la muerte de cuatro senderistas en el enfrentamiento (3 hombres y 1 mujer). Tres horas después, siendo ya el 14 de mayo, el jefe de la Base de Huancapi fue informado del combate, ordenando la salida de la Patrulla Tarántula con dirección a Erusco, llegando a las 5:30, para ubicar al personal militar sobreviviente. Al llegar al lugar de los hechos, los miembros de la Patrulla Tarántula auxiliaron a los heridos y sepultaron de manera provisional a los senderistas muertos. Este último hecho fue cuestionado debido a que fueron enterrados sin comunicar a las autoridades para las investigaciones al respecto.

## Hechos

### Primera versión
El jefe político militar de la plaza, el general EP José Valdivia Dueñas, al ser informado de lo sucedido y recibir una carta anónima con una lista de los supuestos senderistas, convocó a sus oficiales del Cuartel de Ayacucho para poner en marcha el "Plan Persecución", un operativo con 10 unidades militares y 200 soldados, cuyo objetivo era realizar operaciones ofensivas a partir de las 5:30 horas del 14 de mayo en las localidades de Huancapi, Erusco, San Pedro de Hualla y Huancaraya con el fin de capturar a los terroristas que participaron en la emboscada, y recuperar el armamento sustraído al convoy. La acción militar comenzó a las 9:00 en Cayara, donde se cerró el acceso por carretera, desplegándose las patrullas A, B, C, D, E y F.
La primera víctima fue Esteban Asto Bautista, quien fue asesinado en la entrada de Cayara. A continuación los militares detuvieron a cinco hombres de un grupo de vecinos que celebraba la festividad de la Virgen de Fátima en el exterior de la iglesia de la localidad; los detenidos fueron confinados en el templo, torturados y asesinados al día siguiente.
A las 15:00 las unidades militares se trasladaron a Ccechua. En Ccechuaypampa se encontraron con aproximadamente 80 hombres, mujeres y niños que regresaban de realizar labores agrícolas, y eligieron a varios varones para torturarlos. Luego, asesinaron con instrumentos de labranza a 24 personas, y remataron a los moribundos con tiros de gracia. Los nombres de los asesinados y sus edades son los siguientes:
1. David Ccayo Cahuaymi (62)
2. Solano Ccayo Noa (29)
3. José Ccayo Rivera (59)
4. Alejandro Choña Ore (58)
5. Artemio González Palomino (45)
6. Alfonso Huayanay Bautista (18)
7. Ignacio Ipurre Suárez (55)
8. Eustaquio Ore Palomino (17)
9. Zacarías Palomino Bautista (58)
10. Aurelio Palomino Chocña (38)
11. Fidel Teodosio Palomino Suárez (62)
12. Félix Quispe Palomino (48)
13. Dionisio Suárez Palomino (42)
14. Prudencio Sulca Huayta (58)
15. Emiliano Sulca Ore (32)
16. Zozimo Graciano Taquiri Yanqui (40)
17. Teodosio Valenzuela Rivera (60)
18. Ignacio Tarqui Ccayo (50)
19. Hermenegildo Apari Tello
20. Indalecio Palomino Ipurre
21. Patricio Ccayo Palomino
22. Ildefonso Hinostroza Bautista (20)
23. Prudencio Palomino Ccayo (55)
24. Félix Crisóstomo García

Durante la noche fueron detenidos Indalecio Palomino De La Cruz, César De La Cruz Ipurre, Avelino Tarqui Quiape, Domitila Esquivel Fernández y Benedicta María Valenzuela Ccayo y conducidos al local del Consejo Distrital de Cayara, donde fueron interrogados por los soldados sobre su vinculación en la emboscada y torturados.
Esa misma noche Magdaleno Gutiérrez se refugió herido de bala en casa de Valeriana Ipurre Marcatoma de Apari. Fue atendido por Valeriana y su madre, Segundina Marcatoma Suárez, pero fueron interrumpidas de madrugada por efectivos militares quienes expulsaron a Valeriana y sus hijos de la vivienda. Gutiérrez y Segundina Marcatoma fueron desaparecidos al día siguiente.
El 15 de mayo los miembros del ejército asesinaron a tres personas más.

Además de las torturas y asesinatos, se cometieron actos de vandalismo y saqueo contra la propiedad pública del poblado, y los inmuebles de los sospechosos incluidos en la lista en posesión del Ejército. Según la información de los medios de comunicación que publicaron la lista, los sospechosos de la emboscada del 13 de mayo eran:
- José Ccayo Rivera (asesinado)
- Dionisio Suárez (asesinado)
- Román Hinostroza Palomino
- Gregorio Ipurre Ramos (desaparecido)
- Justiniano Tinco García (asesinado)
- Guzmán Bautista (desaparecido)
- Ceseliano Apari de la Cruz
- Luis Chipana García
- Victoriano Apari García
- Mauro García Palomino
- Samuel García Palomino (asesinado)
- Fidel Ipurre
- Arotinco Félix Curo
- Alejandro Echaccaya Villagaray

### Segunda versión
Entre los días 12 y 13 de mayo, los senderistas recorrieron los poblados para reclutar personas para una emboscada. Para tal fin, llegaron a Cayara el mediodía del 13 de mayo donde, tras recibir el almuerzo, reclutaron 20 personas del lugar. Previamente, los senderistas habían incursionado en la localidad por lo que los pobladores los conocían. Luego, partieron hacia Erusco, que se había establecido como punto de encuentro. A aquel lugar llegaron los demás senderistas acompañados de los pobladores reclutados de las comunidades de alrededor. Luego, se dispusieron a esperar el convoy. En total, el número de atacantes fue de alrededor de 100 personas.
Tras la emboscada, el día 14, llegó la Patrulla Tarántula (o Patrulla A) para ubicar a los sobrevivientes. Alrededor de las 11:30 llegaron las patrullas Grass y Algarrobo desde la Base Militar de Pampa Cangallo, que reunidos formaron la Patrulla Grass o Patrulla B. La Patrulla B se encargó de perseguir a los senderistas que habían escapado.
Al llegar a Cayara, los miembros de la Patrulla B encontraron a un hombre muerto en la entrada del pueblo (Esteban Asto), quien había resultado herido en la emboscada. Al incursionar en el pueblo, encontraron a algunos niños y ancianos que les dijeron que en la iglesia del pueblo habían cadáveres de los que quedaron heridos en el enfrentamiento previo. Luego, por la tarde, tras recibir información de unos niños se dirigieron a la Quebrada de Ccechua donde se enfrentaron con la retaguardia de los senderistas que escapaban. En dicho enfrentamiento, algunos senderistas fueron abatidos y se recuperó una pistola ametralladora sustraída a la policía 2 años antes además de un fusil y pertrechos del cargamento del convoy emboscado. Luego, se dirigieron a Moyopampa donde no encontraron a los senderistas, por lo que optaron por retornar. Al llegar a la Quebrada de Ccechua no encontraron los cadáveres de los senderistas abatidos, al igual que en Cayara, donde no encontraron los cuerpos de la iglesia. Después, se dirigieron a la base de San Pedro de Hualla asumiendo que los cadáveres fueron desaparecidos por los pobladores para evitar su identificación y las relaciones con los senderistas.
Paralelamente, la Patrulla Huayacán (Patrulla C) salió de la base de San Pedro de Hualla hacia Erusco en caballo. La Patrulla C se enfrentaría con los senderistas de la zona producto del cual morirían 2 terroristas, además, uno de los caballos quedaría herido de bala y se perdería un fusil al tratar de cruzar el río. Luego retornaron a la base. Las Patrullas D, E, F y G no tomaron contacto con los senderistas ni se enfrentaron con estos. El 18 de mayo, la Patrulla C se dirigió a Cayara para dar seguridad y serían relevados por la Patrulla Naranjo, que se estableció en el lugar instalando una base militar el 19 de mayo, por lo cual entre los días 14 y 18 de mayo el poblado no estuvo bajo control militar.

## Investigación y represalias
El 17 de mayo, el alcalde de Huamanga, Fermín Darío Azparrent (de Izquierda Unida), denunció que:
El concejo provincial se dirige a la opinión pública con el objeto de denunciar el genocidio que vienen cometiéndose contra los habitantes del distrito de Cayara… En represalia por este hecho [la emboscada] las Fuerzas Armadas han desatado una razia genocida, masacrando y victimando a todo varón que se encuentra a su paso... Estamos informados que hay más de 100 muertos y que continúa la matanza...   
Tras conocido lo sucedido en Cayara, se denunció que se había realizado bombardeos aéreos sobre la población. También se denunció la muerte de más de 100 personas. El fiscal de la nación de entonces, Manuel Catacora Gonzáles, encomendó las investigaciones del caso al fiscal Carlos Escobar Pineda.
El 20 de mayo Simón Palomino Vargas, Juez Provincial de Cangallo, inició diligencias ante las denuncias de los familiares de los asesinados y desaparecidos. Pero su labor judicial fue impedida por miembros del ejército que no colaboraron con la inspección de las fosas de Ccechuaypampa. Cinco días después los militares exhumaron los cadáveres y los trasladaron a Hualla, donde fueron incinerados. El 25 de mayo, el juez militar Carlos Roberto Cacho Cépeda inició las investigaciones del caso llegando a la conclusión de que los delitos denunciados no tenían responsabilidad en alguna persona; sin embargo, el 27 de mayo el Juez de Cangallo, César Carlos Amado Salazar, encontró cinco fosas comunes vacías con restos de piel y cabello humano.
El 29 de junio de 1988 fueron desaparecidas cinco personas que habían denunciado la masacre. En julio de 1988, el jefe del Servicio de Inteligencia del Ejército (SIE), coronel Osvaldo Hanke, le ordenó a Santiago Martín Rivas que fuera contacto con un informante de nombre Vladimiro Montesinos, que para entonces estaba de baja por espionaje y había sido procesado por traición a la patria. Hanke le dijo a Martín Rivas que la orden llegaba del general Carlos Mauricio, jefe de Estado Mayor. Al reunirse, Montesinos le dijo a Martín Rivas que tenía una forma de ayudar a los militares con el caso Cayara. Le dijo a Martín Rivas que era asesor (en realidad solo tenía acceso directo) del Fiscal de la Nación de entonces, Hugo Denegri, y que tenía acceso a la investigación.
Una fosa con 3 cadáveres fue hallada el 10 de agosto de 1988. Pertenecían a Alejandro Ichihaya, Samuel García y Jovita García. Posteriormente los restos de los varones desaparecieron al ser trasladados a Cangallo para realizar las autopsias correspondientes.
El 13 de octubre de 1988, Escobar entregó su informe. El informe del fiscal Escobar involucraba al general José Valdivia. Escobar concluyó que había suficientes elementos para denunciar los hechos ante el Juez de Primera Instancia de Cangallo. El 24 de noviembre de 1988, se designó al fiscal Jesús Granda Olaechea para que amplíe las investigaciones de Escobar. Granda llegó a la conclusión de que no se habían producido ejecuciones extrajudiciales sino enfrentamientos entre subversivos y militares, por lo cual ordenó el archivamiento provisional del caso.
El 8 de septiembre de 1991 fue asesinada en su domicilio Martha Crisóstomo, técnica de enfermería de Cayara y testigo de la masacre, por ocho encapuchados uniformados.
El 14 de diciembre de 1991 tres testigos, entre los que se encontraba Justiniano Tinco García, alcalde de Cayara, fueron interceptados por militares encapuchados mientras viajaban en un camión con otras 12 personas. El alcalde, una mujer y el conductor fueron asesinados.
En 1992, la Corte Interamericana de Derechos Humanos (CIDH) presentó una demanda contra el Estado peruano por lo ocurrido en Cayara. El 3 de febrero de 1993, la CIDH emitió una sentencia sobre el caso Cayara.
En 1994, el periodista Gustavo Gorriti publicó una investigación en la revista Covert Action Quarterly donde señaló que entre 1990 y 1992 realizó entrevistas a militares de alto rango obteniendo información sobre el caso Cayara. Según Gorriti, el alto mando "intervino para ayudar con el encubrimiento". Gorriti informó que el objetivo del encubrimiento era sacar a Escobar del caso y lograr la impunidad del general Valdivia. En marzo de 1994, Escobar se puso en contacto con Amnistía Internacional para informarles que Martha Crisóstomo se había puesto en contacto con él en 1988 para pedirle protección. Escobar denunció que la protección hacia la testigo no se realizó produciéndose su asesinato debido a la falta de medidas concretas. Amnistía Internacional no pudo verificar la exactitud de la investigación de Gorriti y la denuncia de Escobar.
En el lugar de la masacre se ha construido un santuario de la memoria, denominado en quechua Kuyasqanchikuna yuyanapag.

## Juicio oral y sentencia
En el año 2019, se inició el juicio oral por la masacre de Cayara. El viernes 11 de agosto del 2023, tras más de 35 años de lo acontecimientos ocurridos en Cayara y 5 tras el inicio del juicio oral, la justicia peruana declara a miembros del ejército como responsables penales de la masacre ocurrida en el 88 del siglo pasado. La sentencia ha sido escrita por la Cuarta Sala Penal Liquidadora Transitoria e indica una pena penitenciaria de 15 años para Marco Llontop y Luis Castañeda Marín, y luega, una condena de 8 años para los demás inculpados (que son los 16 integrantes que estuvieron en la patrulla militar “Grass”). E inclusive estos últimos tendrán que pagar una indemnización de 120 000 soles a los familiares de las víctimas.
Asimismo, la sentencia también mandó a construir, como medida de satisfacción, una placa en conmemoración de los inocentes asesinados en Cayara.
En agosto de 2025, dos procesados por el caso, los exmilitares Gino Espejo y Alejandro Avendaño, solicitaron al Poder Judicial el archivamiento del proceso en su contra apelando a la reciente Ley de Amnistía de Perú de 2025.